# Мартенсдейк
Мартенсдейк (нід. Maartensdijk) — село в нідерландській провінції Утрехт. Входить до муніципалітету Де-Білт.
Його площа становить 7,25 км², а населення станом на 2021 рік складало 4 880 осіб.
Раніше мало статус окремого муніципалітету.